# Aeropuerto Subteniente Néstor Arias
El Aeropuerto Internacional Subteniente Néstor Arias (anteriormente conocido como Aeropuerto Internacional de San Felipe) (IATA: SNF, OACI: SVSP) es un aeropuerto venezolano localizado a 5 km del centro de San Felipe, Yaracuy,en la Avenida Libertador entre el Municipio Independencia y el Municipio Cocorote. Es propiedad del Instituto Nacional de Aeronáutica Civil. Es el único aeródromo de Yaracuy y funciona para vuelos privados, militares y comerciales desde 1 de enero de 2024. Aunque se encuentra ubicado en el Municipio Cocorote, es el Aeropuerto principal de San Felipe, cuenta con conexión entre San Felipe y la Isla de Margarita y la capital venezolana Caracas.
El presidente de Venezuela, Nicolás Maduro y el gobernador de Yaracuy, Julio León Heredia realizaron una inversión de 21 millones de bolivares en la rehabilitación del aeropuerto, con el propósito de reabrir el servicio de vuelos comerciales a destinos nacionales y con la posibilidad de destinos internacionales. Los trabajos de recuperación del aeropuerto se realizaron en tres etapas hasta el segundo semestre de 2014.
El 4 de septiembre de 2015, el Gobierno del Estado Yaracuy, dio por reinaugurado el Aeropuerto, donde los representantes del Ministerio del Poder Popular para Transporte Acuático y Aéreo certificaron la calidad de las instalaciones. 
Desde el 1 de enero de 2024, el aeropuerto cuenta con conexión hacia la Isla de Margarita, en Nueva Esparta y Caracas.

## Aerolínea y destino
| Albatros Airlines 1 destino           | Nacional (1): Caracas |
| Total: 1 destino, 1 país, 1 aerolínea |                       |

### Destino Nacional
| Ciudades                                | Nombre del aeropuerto                               | Aerolínea         | Frecuencia |
| --------------------------------------- | --------------------------------------------------- | ----------------- | ---------- |
| Distrito Capital - Caracas              | Aeropuerto Internacional de Maiquetía Simón Bolívar | Albatros Airlines | 2          |
| Total: 1 destino, 1 estado, 1 aerolínea |                                                     |                   |            |

Opera la siguiente aerolínea con el respectivo equipo, así:
- Albatros Airlines: Embraer 120

- Datos: Q12695173